# Боровњак Мали
Боровњак Мали је мало ненасељено острво у хрватском делу Јадранског мора, у акваторији Града Шибеника око острва Каприја.
Налази и Каканском каналу између острва Какан и Каприје, југоисточно од острва Боровњак Велики, од којег је удаљено око 0,3 км. Површина острва износи 0,107 км². Дужина обалске линије је 1,21 км.. Највиши врх на острву је висок 28 метара.